# Яумбаево
Яумбаево (баш. Яуымбай) — деревня в Бурзянском районе Республики Башкортостан Российской Федерации. Входит в состав        Байназаровского сельсовета.

## География

### Географическое положение
Расстояние до:
- районного центра (Старосубхангулово): 36 км,
- центра сельсовета (Байназарово): 7 км,
- ближайшей железнодорожной станции (Белорецк): 110 км.

## Население
| 2002 | 2009 | 2010 |
| ---- | ---- | ---- |
| 443  | ↗496 | ↘436 |

Согласно переписи 2002 года, преобладающая национальность — башкиры (100 %).